# 极惯性矩

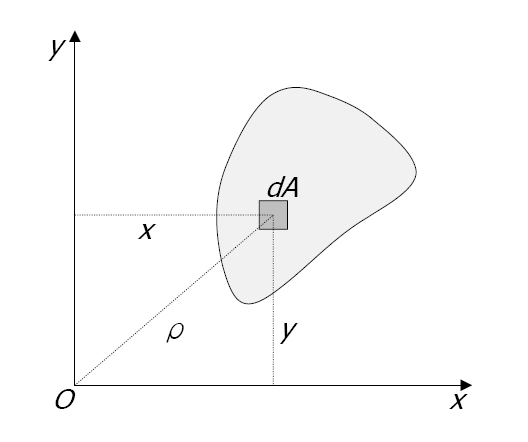
极惯性矩

某个截面对于一个轴的极惯性矩，又称截面二次极矩，是对于该界面对于该轴惯性的一种衡量，其定义为：
{\displaystyle I_{P}=\int _{A}\rho ^{2}dA}
其中：{\displaystyle \rho }为微元距轴的距离。

## 与截面二次轴矩的关系
由于{\displaystyle \rho ^{2}=x^{2}+y^{2}}，根据截面二次轴矩的定义，可知：
{\displaystyle I_{P}=I_{x}+I_{y}}
即截面对于任何一点的极惯性矩，等于该截面对以该点为原点的任意一组正交坐标系的截面二次轴矩之和。